# FC Imabari
FC Imabari (Japans: FC 今治) is een Japanse voetbalclub uit Imabari. De club werd in 1976 opgericht onder de naam Onishi Soccer Club.
Tussen 2009 en 2011 fungeerde de club als reserveteam van Ehime FC en speelde in de amateurklasse. In 2012 reorganiseerde de club en werd de naam veranderd in FC Imabari. In 2013 kwam de club voor het eerst in de Japan Football League te spelen.
In 2014 kocht de voormalig coach Takeshi Okada een meerderheidsaandeel in de club. Gedurende het seizoen opende de club het nieuwe Arigato Service Dream Stadion en verkreeg het een licentie voor de J3 League. In 2019 promoveerde de club, na een derde plaats, naar  de J3 League. In januari 2023 ging de club in het nieuwe Satoyama Stadion spelen.

## Bekende (oud-)voetballers
- Hideo Hashimoto
- Yuichi Komano
- Ralf Seuntjens.